# Skua Island (Südgeorgien)
Skua Island ist eine Insel in der Bay of Isles an der Nordküste Südgeorgiens. Sie liegt nordöstlich von Prion Island in der Einfahrt zur Bucht.
Der US-amerikanische Ornithologe Robert Cushman Murphy kartierte sie bei seiner Reise mit der Brigg Daisy (1912–1913). Wissenschaftler der britischen Discovery Investigations nahmen von 1929 bis 1930 eine geodätische Vermessung der Insel vor. Murphy benannte sie nach der dem Alternativnamen für die Große Raubmöwe (Stercorarius skua), zu deren Brutgebieten die Insel gehört.